# غاستون سيسا
غاستون سيسا (بالإسبانية: Gastón Sessa)‏ هو لاعب كرة قدم ودي جيه أرجنتيني في مركز حراسة المرمى، ولد في 15 أبريل 1973 في لابلاتا في الأرجنتين. لعب مع إستوديانتيس دي لا بلاتا وجيمناسيا لابلاتا وروزاريو سنترال وريفر بليت وفيليز سارسفيلد ونادي برشلونة ونادي راسينغ ونادي لاس بالماس.

## وصلات خارجية
- غاستون سيسا على موقع قاعدة بيانات كرة القدم.إي يو (الإنجليزية)
- غاستون سيسا على موقع Soccerway.com (الإنجليزية)